# Arquitectura biónica

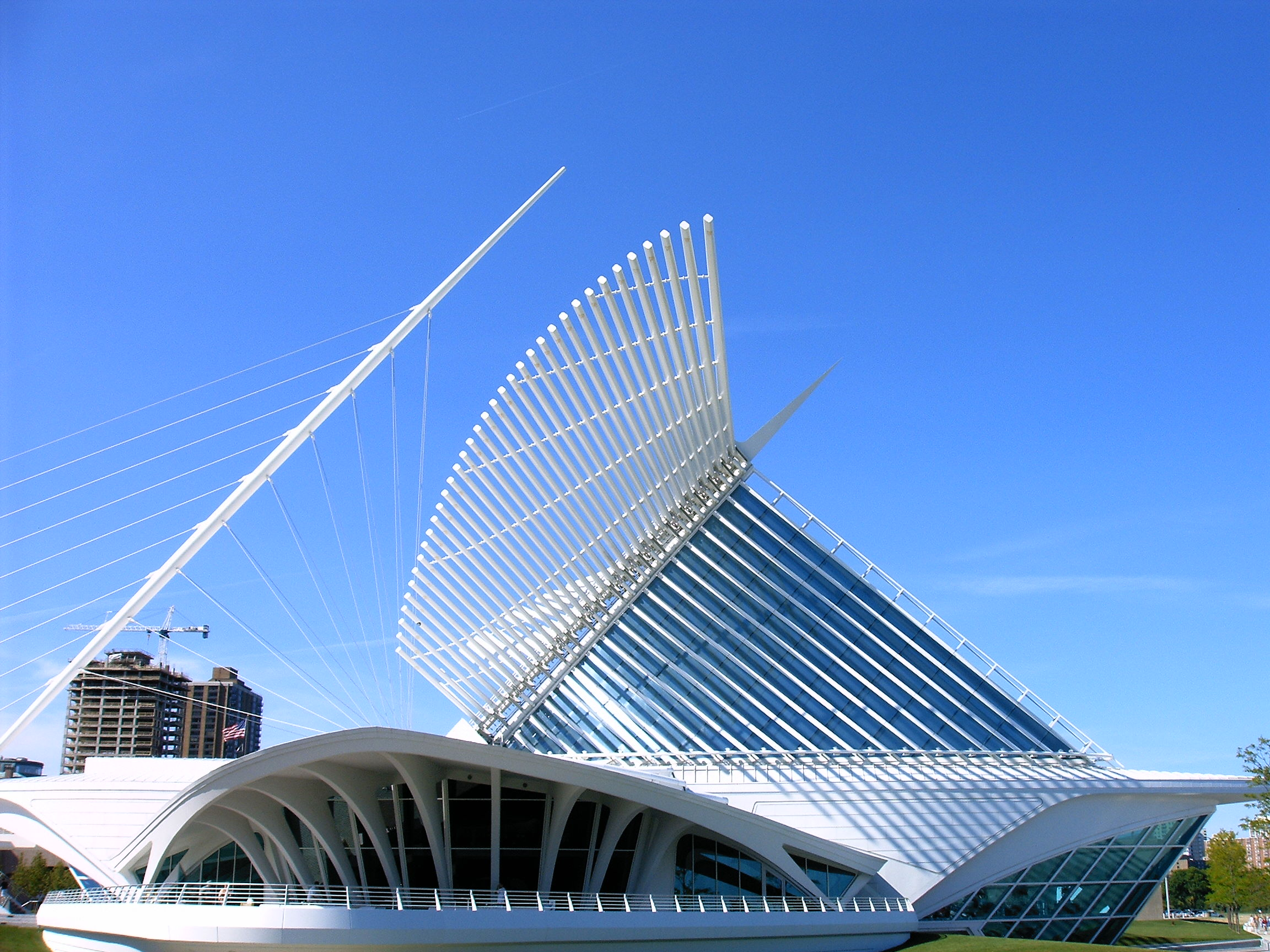
Un buen ejemplo de arquitectura biónica es el exterior del "Milwaukee Art museum"

La arquitectura biónica es un movimiento para el diseño y construcción de edificios que expresaran trazados y líneas tomadas desde las formas naturales (como las biológicas). El movimiento comenzó a madurar a principios del siglo XXI, y desde las primeras investigaciones de diseños se hizo hincapié en la practicabilidad. La arquitectura biónica se considera a sí misma en oposición de los tradicionales trazados rectangulares, diseñando esquemas que usen formas curvas así como superficies reminiscentes de estructuras en biología y matemáticas fractales. Una de las tareas que abordaron por sí mismos los primeros pioneros del movimiento fue el desarrollo de justificaciones estéticas y económicas para su aproximación a la arquitectura. La ciencia Biónica surgió en la década de los 60 a fin de desarrollar innovaciones industriales basadas en estudios científicos sobre las especies naturales, analizadas como organismos biotecnológicos.